# Бин
Бин (фр. Busnes) насеље је и општина у североисточној Француској у региону Север-Па д Кале, у департману Па де Кале која припада префектури Béthune.
По подацима из 2011. године у општини је живело 1257 становника, а густина насељености је износила 131,62 становника/km². Општина се простире на површини од 9,55 km². Налази се на средњој надморској висини од 19 метара (максималној 20 m, а минималној 17 m).

## Демографија
| 1962. | 1968. | 1975. | 1982. | 1990. | 1999. | 2011. |
| ----- | ----- | ----- | ----- | ----- | ----- | ----- |
| 1.100 | 1.106 | 1.178 | 1.266 | 1.337 | 1.294 | 1.257 |

График промене броја становника у току последњих година